# Rhizoecus angustus
Rhizoecus angustus är en insektsart som beskrevs av James 1935. Rhizoecus angustus ingår i släktet Rhizoecus och familjen ullsköldlöss.
Artens utbredningsområde är Kenya. Inga underarter finns listade i Catalogue of Life.